# گهرسنجاقک سردم‌سرخ غربی
گهرسنجاقک سردم‌سرخ غربی (نام علمی: Chlorocypha radix)، یک گونه از گهرسنجاقک‌ها از خانواده گهرسنجاقکان (Chlorocyphidae) است.